# Grandala

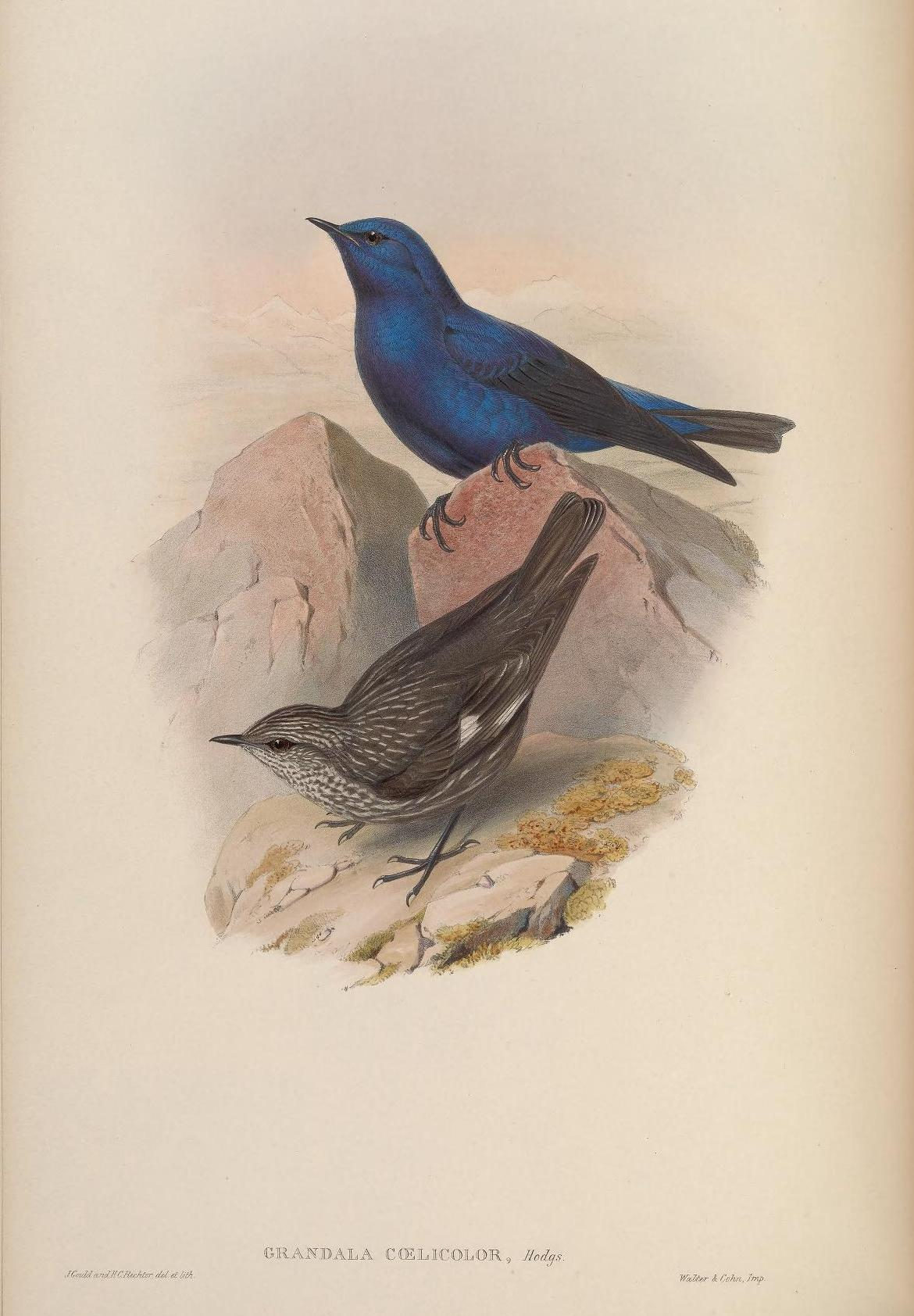
Männchen (oben) und Weibchen (unten) der Grandala, Farblithografie nach einer Zeichnung von John Gould, 1862

Die Grandala (Grandala coelicolor) ist eine Singvogelart, die von den meisten aktuellen Autoren in die Familie der Drosseln, häufig aber auch zu den Fliegenschnäppern gestellt wird. Ihre systematische Einordnung ist demnach unklar und bisweilen wird eine eigene Familie (Grandalidae) für diese Art vorgeschlagen.  Sie steht in der monotypischen Gattung Grandala. Die Art besiedelt felsige Landschaften oberhalb der Baumgrenze vom westlichen Himalaya bis in die Hochgebirge im Nordwesten der Volksrepublik China.

## Beschreibung
Die Grandala ist ein drosselähnlicher Vogel mit relativ feinem Schnabel. Sie ist mit 19–23 cm Körperlänge etwa so groß wie eine Singdrossel. Das Gewicht liegt zwischen 38 und 52 g. Die Beine und Flügel sind recht lang. Im Sitzen erinnert die Art an einen Steinrötel, im Flug an einen Star. Das Männchen fällt durch sein ultramarinblaues Gefieder auf. Zügel, Flügel- und Steuerfedern, Schnabel und Beine sind schwärzlich. Das Weibchen ist braungrau mit bläulich getöntem Bürzel, weißlicher Strichelung an Kopf, vorderem Rücken und der Unterseite. Die hintere Unterseite ist weißlich. An der Basis der Schwingen erstreckt sich ein weißes Feld, das im Flug als weiße Flügelbinde sichtbar wird. Vögel im Jugendkleid ähneln den Weibchen, haben aber keinen bläulichen Anflug auf Bürzel und Oberschwanzdecken.

## Stimme
Die häufigste Äußerung der Grandala ist ein weiches tschiuu, das häufig auch in verschiedenen mehrsilbigen Varianten vorgebracht wird. Ruf und Gesang lassen sich dabei schlecht unterscheiden. Da die Art sehr sozial ist, scheint sie keinen wirklichen Reviergesang zu haben. Möglicherweise handelt es sich aber bei einer schnell vorgetragenen, leisen Reihe von Lauten um Gesang. Ferner werden auch ein hohes, durchdringendes und finkenähnliches tji-u oder tju-ti, ein schrilles di di di und bei der Balz eine Reihe, die etwa wie fit-fit-füt-fidü klingt, beschrieben.

## Verbreitung und Bestand
Das Verbreitungsgebiet der Grandala erstreckt sich vom nordwestlichen Himalaya ostwärts bis nach Bhutan sowie vom östlichen Qinghai und südwestlichen Gansu südwärts bis in den Norden Yunnans. Im Winter wurde sie auch im Norden Myanmars festgestellt. Die Art ist nicht bedroht und im Himalaya stellenweise sogar häufig. In China kommt sie eher zerstreut vor, kann aber ebenfalls lokal häufiger sein.

## Lebensweise
Die Grandala kommt weit oberhalb der Baumgrenze in Höhen von 3900 bis 5500 m vor, wo sie mit Felsblöcken durchsetzte alpine Matten oder Bergwiesen, Geröllhalden oder Felsgrate über der Zwergstrauchzone besiedelt. Im Winter ist sie teilweise auch in etwas niedrigeren Lagen zwischen 3000 und 4300, seltener bis zu 2000 m Höhe an Hängen und Bergrücken zu finden. Sie ist sehr gesellig und oft in rastlosen Trupps anzutreffen, die durch häufiges Flügelschlagen und Aufspreizen des Schwanzes auffallen. Die Nahrung besteht aus Insekten und Beeren, wobei die Nahrungssuche vorwiegend am Boden stattfindet. Im Herbst werden auch Früchte in Obstplantagen verzehrt. Die Brutzeit liegt zwischen Mai und Juli. Das große, napfförmige Nest wird auf Felsvorsprüngen in steilen Klippen errichtet, besteht aus trockenem Gras und wird mit Moos und Federn ausgekleidet. Das Gelege besteht aus zwei Eiern, die auf grünlichweißen Grund und violetten Markierungen rotbraun gefleckt sind.